# Eusandalum lepus
Eusandalum lepus är en stekelart som beskrevs av Girault 1918. Eusandalum lepus ingår i släktet Eusandalum och familjen hoppglanssteklar. Inga underarter finns listade i Catalogue of Life.